# Stanislaw Wassiljewitsch Moskwin

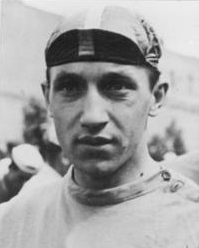
Stanislaw Moskwin (1961)

Stanislaw Wassiljewitsch Moskwin (russisch: Станислав Васильевич Москвин; * 19. Januar 1939 in Leningrad) ist ein ehemaliger sowjetischer Radrennfahrer und Weltmeister im Radsport.

## Sportliche Laufbahn
Moskwin war einer der erfolgreichsten Bahnradsportler der Sowjetunion. Er nahm an den Olympischen Sommerspielen 1960, 1964 und 1968 in der Einerverfolgung und in der Mannschaftsverfolgung teil. 1960 gewann er mit dem sowjetischen Vierer in der Mannschaftsverfolgung die Bronzemedaille. Bei den UCI-Bahn-Weltmeisterschaften 1962 gewann er ebenfalls Bronze. 1963 wurde er in dieser Disziplin Weltmeister. Ein Jahr später 1964 wurde er mit dem sowjetischen Vierer wiederum Dritter. 1965 gewann er seinen zweiten Weltmeistertitel in der Mannschaftsverfolgung. 1967 und 1968 war er erneut Mitglied der Weltmeistermannschaft. 1970 gewann er nochmals Bronze. In der Einerverfolgung wurde er 1963 hinter Jean Walschaerts Vize-Weltmeister, ebenso 1965 hinter Tiemen Groen. In der Zeit von 1958 bis 1969 gewann er 14 nationale Titel:
- 1961 im 1000-Meter-Zeitfahren
- 1958 bis 1964 in der Einerverfolgung
- 1967 bis 1969 in der Mannschaftsverfolgung
- 1959, 1960, 1964 im Zweier-Mannschaftsfahren[1]

Moskwin bestritt die Internationale Friedensfahrt zweimal, 1961 wurde er 46. und 1962 22. des Endklassements.

## Berufliches
Nach Beendigung seiner aktiven Laufbahn war er als Trainer der Nationalmannschaften der Sowjetunion (1971–1973), Algeriens (1974–1980) und Kolumbiens (1995–1999) tätig.